# Acid1

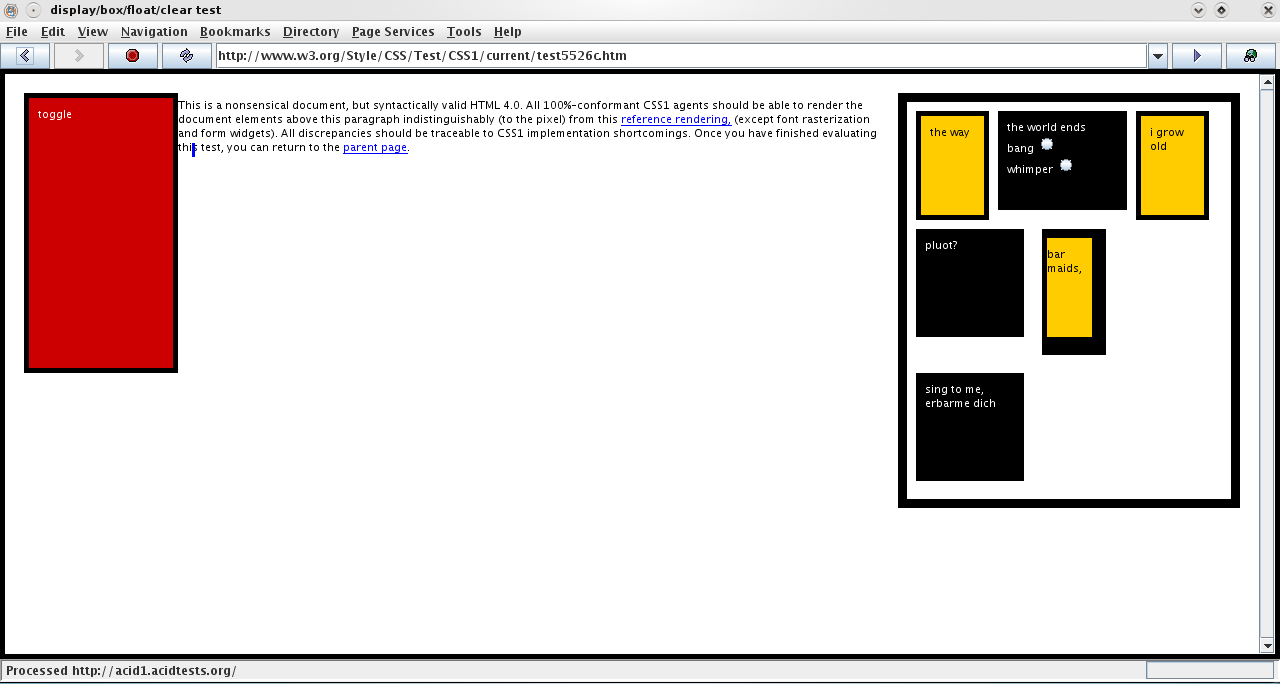
리눅스에서의 Acid1 테스트

Acid1는 브라우저를 위한 테스트 페이지이다. 1998년 10월에 개발되었으며 특히 CSS1 규격을 위해 초기의 웹 브라우저들 사이에서 상호적으로 운용되는 기준을 확립하는 데 중요한 역할을 한다.
Acid1은 처음 공개된 다른 테스트 제품군과는 달랐다. Acid1은 한 페이지 위에서 수많은 기능을 테스트하였으며 비트맵이 아닌 래스터 레퍼런스 랜더링을 제공하였다. 현재 주된 모든 브라우저는 Acid1 테스트를 통과하였다.
Acid1은 Todd Fahrner가 개발하였으며 한때 브라우저 상호 운용을 개선하기 위한 엄격한 테스트가 부족한 것을 보고 실망하였다. 고안된 결과를 명확하게 하는 레퍼런스 랜더링을 사용하였던 Braden McDaniel이 개발한 테스트들을 살펴본 뒤 Fahrer는 기발하게 보이는 그래픽을 보이는 포괄적인 테스트를 개발하였다. 1999년에 이 테스트는 5.5.26c 테스트 번호로 CSS1 테스트 제품군에 통합되었다. Acid1은 맥용 인터넷 익스플로러에서 'about:tasman'라고 입력하여 접근할 수 있는 오프라인 이스터 에그로 포함되기도 했다. 이 이스터 에그는 문자열들이 개발자의 이름으로 바뀌게 만들어 주었다.
Acid1의 뒤를 이어 Acid2와 Acid3가 공개되었다.

## 같이 보기
- Acid2
- Acid3